# Gallipoli (film, 1981)
Gallipoli je australský válečný film z roku 1981, který natočil režisér Peter Weir v produkci Patricie Lovell a Roberta Stigwooda a v němž hlavní role ztvárnili Mel Gibson a Mark Lee. Film pojednává o několika mladých mužích ze Západní Austrálie, kteří se během první světové války přihlásí do australské armády a jsou vysláni na poloostrov Gallipoli v Osmanské říši (dnešní Turecko), kde se účastní gallipolského tažení. V průběhu filmu mladí muži pomalu ztrácejí svou nevinnost ohledně smyslu války. Vyvrcholení filmu se odehrává na bojišti ANZACu u Gallipoli a zobrazuje marný útok v bitvě u Nek 7. srpna 1915.
Film, jehož rozpočet činil 2,6 milionu dolarů, věrně zobrazuje život v Austrálii v druhé dekádě 20. století - připomíná Weirův film Piknik na Hanging Rock z roku 1975 odehrávající se v roce 1900 - a zachycuje ideály a charakter Australanů, kteří se přidali k boji, i podmínky, které na bojišti snášeli, ačkoli jeho zobrazení britských jednotek bylo kritizováno jako nepřesné. Film navazoval na válečný film australské nové vlny Krotitel Morant (1980) a předcházel pětidílnému televiznímu seriálu Anzacs (1985) a filmu Lehká jízda (1987). Témata těchto filmů zahrnují australskou identitu, jako je kamarádství a larrikánství (forma australského "rebelství s úsměvem"), ztrátu nevinnosti ve válce a pokračující dospívání australského národa a jeho vojáků (později nazvané Anzac spirit).
Film se těšil velké mezinárodní propagaci a distribuci a pomohl pozvednout celosvětovou pověst australského filmového průmyslu a pozdějších filmů australské nové vlny. Film také pomohl nastartovat mezinárodní kariéru herce Mela Gibsona. Vzhledem k tomu, že se gallipolská bojiště stala v 21. století turistickým cílem, je film často promítán v ubytovnách a hotelech v Eceabatu a Çanakkale na Dardanelách.

## Děj
V Západní Austrálii v květnu 1915 touží osmnáctiletý Archy Hamilton, talentovaný farmář a sprinter, narukovat do armády. Trénuje ho jeho strýc Jack a jeho vzorem je světový šampion v běhu na 100 yardů Harry Lasalles. Archy porazí v závodě agresivního pracovníka Lese McCanna – a to bosý, zatímco Les jel na koni.
Frank Dunne, nezaměstnaný bývalý železničář, se zúčastní sportovního karnevalu, aby si výhrou vydělal peníze. Je překvapen, když ho Archy porazí. Zpočátku je zatrpklý, ale nakonec se s Archym spřátelí. Archy předá výhru Jackovi a rozhodne se narukovat. Spolu s Frankem míří do Perthu, kde chtějí vstoupit do armády. Jelikož jsou bez peněz, tajně naskočí na nákladní vlak. Omylem se probudí na opuštěné stanici v poušti a musí pěšky ujít 50 mil. Díky Archyho orientačním schopnostem dorazí do bezpečí.
V Perthu Frank přespává u svého otce. Kvůli svému irskému původu nemá chuť bojovat za britské impérium, ale Archy ho přesvědčí. Frank selže při jezdecké zkoušce a vstoupí do pěchoty spolu s dalšími třemi muži – Billem, Barneym a Snowym. Archy se připojí k jízdnímu sboru. Motivace rekrutů jsou různé – od protiněmecké propagandy přes dobrodružství až po obdiv k uniformám. Vojska vyplouvají na různých lodích do Káhiry.
Po několika měsících výcviku se Frank a Archy znovu setkají. Frank přestoupí k Archyho jednotce, která míří jako pěchota na poloostrov Gallipoli. Zažívají dny nudy i strádání v zákopech. Frankovi přátelé se zúčastní bitvy u Lone Pine, po níž je Barney mrtvý a Snowy umírá v nemocnici. Frank je otřesen.
Druhý den se Frank a Archy zúčastní útoku na turecké pozice u výběžku Nek – akce má být zástěrkou pro britské vylodění u Suvly. Archy má být spojkou, ale místo toho tuto roli přenechá Frankovi. Útok je zorganizován ve třech vlnách. První vlna je rozstřílena tureckými kulomety. Přesto velení trvá na pokračování, kvůli údajné informaci o úspěchu. Spojení vázne, Barton vysílá Franka s poselstvím, aby útok zastavili. Frank zjistí, že informace o úspěchu byla chybná a spěchá zpět.
Přestože generál uvažuje o zrušení útoku, telefonní spojení je mezitím opraveno a plukovník dává rozkaz k třetí vlně. Barton se k mužům přidává. Archy běží v čele poslední vlny. Frank dorazí příliš pozdě. Poslední obraz filmu zachycuje Archyho ve skoku s hlavou dozadu a roztaženýma rukama, jako by dobíhal do cíle – v momentě, kdy je zasažen a padá mrtvý.

## Obsazení
- Mark Lee jako Archy Hamilton
- Mel Gibson jako Frank Dunne
- Bill Kerr jako Jack
- Harold Hopkins jako Les McCann
- Charles Yunupingu jako Zac
- Ron Graham jako Wallace Hamilton
- Gerda Nicolson jako Rose Hamilton
- Robert Grubb jako Billy (Lewis)
- Tim McKenzie jako Barney (Wilson)
- David Argue jako Snowy (G. S. Wilkes)
- Steve Dodd jako Billy Snakeskin
- Robyn Galwey jako Mary
- Don Quin jako Lionel
- Phyllis Burford jako Laura
- Marjorie Irving jako Gran
- Bill Hunter jako Major Barton
- Diane Chamberlain jako Paní Bartonová
- Peter Ford jako Poručík Gray
- Geoff Parry jako Seržant Sayers
- John Morris jako plukovník Robinson
- Stan Green jako seržant major
- Max Wearing jako plukovník White
- Jack Giddy jako atletický funkcionář č. 2
- Paul Sonkkila
- David Williamson si zahrál epizodní roli australského vojáka, který hraje v Egyptě australský fotbal.